# Somerset (Vermont)
Somerset è una città degli Stati Uniti d'America, nella contea di Windham, nello Stato del Vermont. La popolazione era di 5 abitanti nel censimento del 2010.